# Gourdon, Lot
Gourdon (occitanska: Gordon) är en kommun i departementet Lot i regionen Occitanien i södra Frankrike. Kommunen ligger i kantonen Gourdon som tillhör arrondissementet Gourdon. År 2022 hade Gourdon 4 080 invånare.

## Befolkningsutveckling
Antalet invånare i kommunen Gourdon
| Referens: INSEE |